# جيمس دالي (سياسي)
جيمس دالي هو سياسي أمريكي، ولد في 15 أغسطس 1844، وتوفي في 20 مارس 1892. نشط حزبياً في الحزب الديمقراطي. وقد انتخب عضو جمعية ولاية نيويورك ‏ وانتخب عضو مجلس ولاية نيويورك ‏.